# Streptocarpus parviflorus
Streptocarpus parviflorus är en tvåhjärtbladig växtart som beskrevs av Joseph Dalton Hooker. Streptocarpus parviflorus ingår i släktet Streptocarpus och familjen Gesneriaceae.

## Underarter
Arten delas in i följande underarter:
- S. p. parviflorus
- S. p. soutpansbergensis

## Bildgalleri

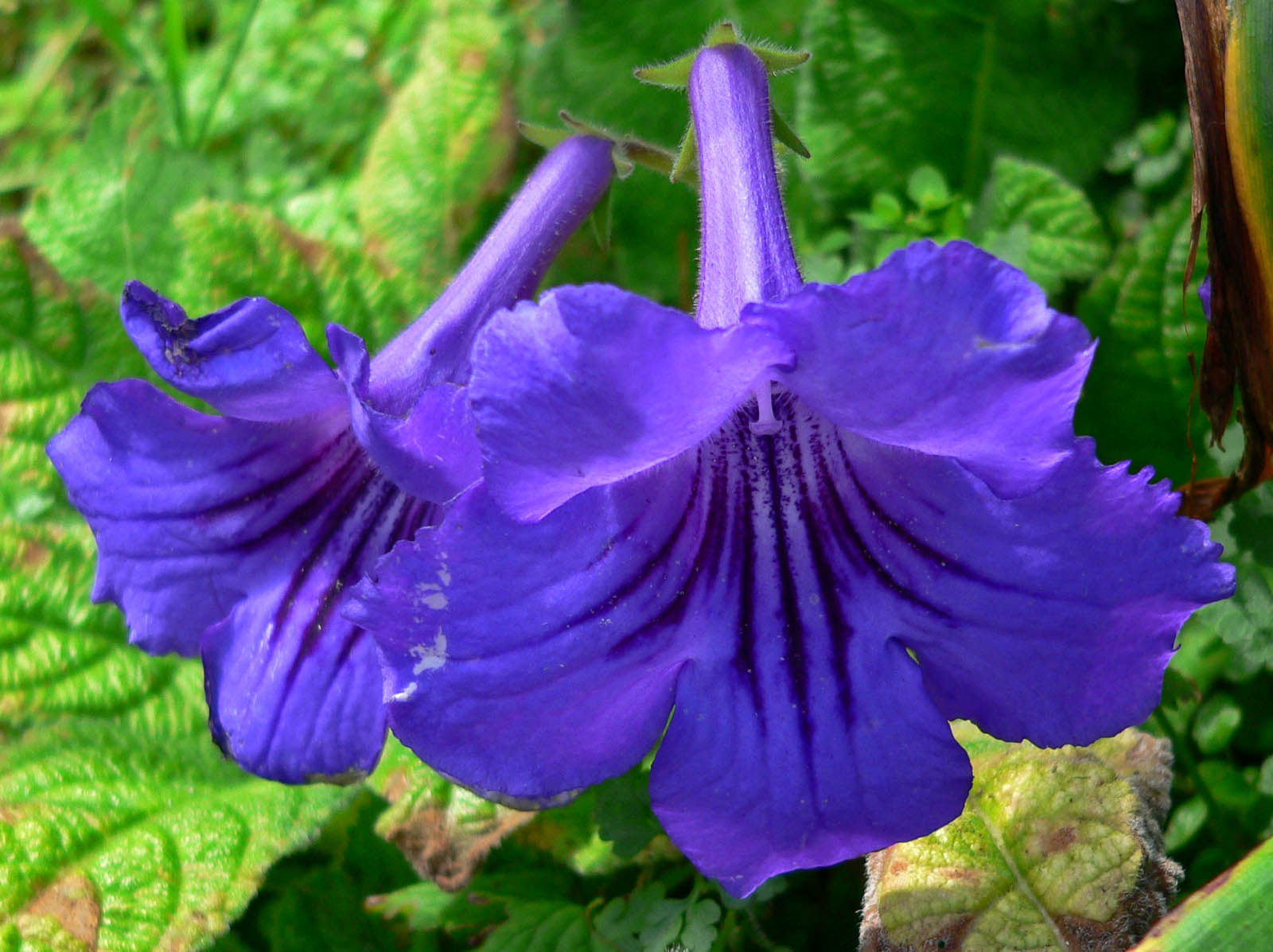
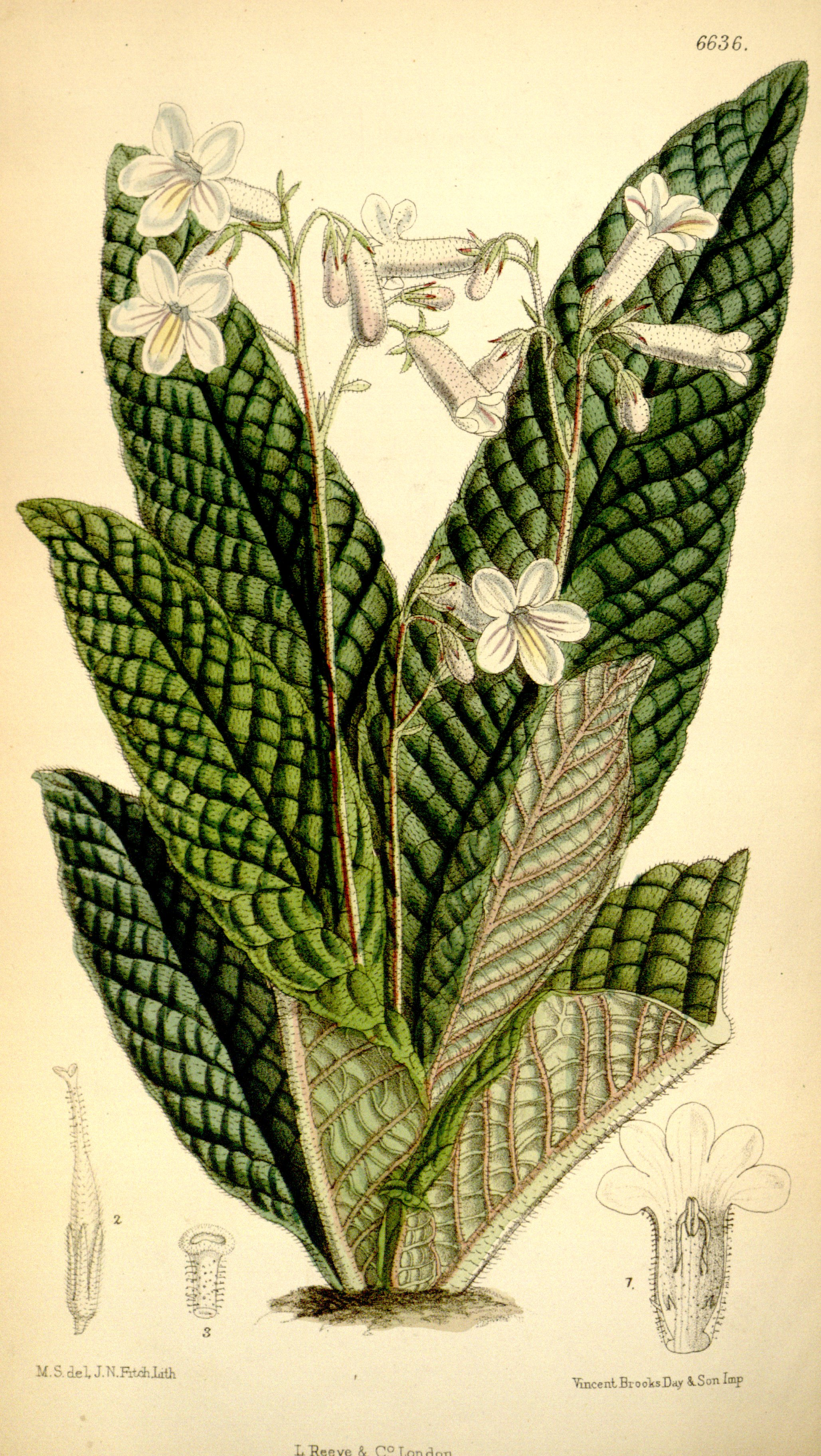